# Majorca (Australia)
Majorca è una città fantasma australiana, situata nello Stato di Victoria, nella Contea di Central Goldfields. Il paese dista 171 km da Melbourne.
Majorca è stata fondata nel 1863, verso la fine della Corsa all'oro di Victoria, quando Charles Bannister e William Voules trovarono dell'oro vicino al torrente McCallum. Due mesi più tardi, vi erano 250 negozi e ristoranti, con una popolazione di circa 3-4.000 abitanti. La città ha vissuto in prosperità per oltre 50 anni grazie alle miniere d'oro. Ora è una zona rurale costituita principalmente da terreni agricoli.